# 김병상
김병상(金秉相. 1932년 ~ 2020년 4월 25일, 필립보 몬시뇰)은 대한민국의 천주교 신부다. 1977년에 유신헌법철폐 기도회 사건으로 긴급조치 9호 위반으로 입건돼 구속됐다.

## 경력
- 1969년 : 사제 서품
- 인천 답동 주교좌성당 보좌
- 교구 사무국장
- 교구 상서국장(사무처장)
- 김포성당 주임
- 인천 답동 주교좌성당 주임
- 교구 총대리직
- 교구 사무처장
- 교구 관리국장
- 주안1동·만수1동·부평1동 성당 주임
- 2003년 : 몬시뇰 서임[3]

## 활동
- 1976년 ~ 1987년 : 인천교구 부교구장
- 1975년 ~ 1987년 : 천주교 인천교구 재단 이사
- 1976년 ~ 1980년 : 인천동일방직 해고노동자 대책위원장
- 1987년 ~ 1993년 : 천주교 인천교구 정의평화위원회 위원장
- 1988년 ~ 1991년 : 천주교사회문제연구소 이사장
- 1989년 ~ 1995년 : 천주교정의구현전국사제단 공동대표[4]
- 1989년 ~ 1995년 :  인천목요회회장
- 2008년 7월 ~ 2013년 1월 : 민족문제연구소 이사장
- 인천민주화운동계승사업회 이사장
- 실업극복국민운동 인천본부 이사장
- 천주교 인천교구 가톨릭교육재단 이사
- 지학순정의평화기금 이사장

## 같이 보기
- 함세웅
- 성염
- 천주교정의구현전국사제단